# Jean Maheux
Jean Maheux est un acteur et chanteur québécois né le 19 juillet 1958 à Saint-Georges-de-Beauce.

## Biographie
Finissant de l'École Nationale de Théâtre en 1983.  Il a obtenu plusieurs rôles dans des comédies musicales au Québec (Napoléon, Gala, Demain matin, Montréal m'attend) parallèlement à une carrière au cinéma et à la télévision.  

## Filmographie
- 1991 : L'empire des lumières
- 1995 : La voisine
- 1996 : Caboose
- 1997 : Pin-Pon : Capitaine Léo
- 1999 : Tohu-Bohu
- 1999 : Cornemuse : Vindaloo
- 2000 : Chartrand et Simonne : André Laurendeau
- 2003 : L'Auberge du chien noir : Henri Beaulieu
- 2008 : C'est pas moi, je le jure! : Monseigneur Charlebois
- 2008-2009 : Virginie : Georges Léveillé
- 2016 : Les Pays d'en haut : Honoré Mercier

## Théâtre
- 1984 : Napoléon, spectacle musical de Serge Lama, Théâtre Marigny, tournée mondiale
- 2002 et 2019 : L'Homme de la Mancha : rôle de Don Quichotte, spectacle musical mis en scène par René Richard Cyr, Théâtre du Rideau Vert[1]
- 2020 : Nelligan, opéra populaire : rôle de Père Engène Seers, Théâtre du Nouveau Monde